# 蘭陵王 (三島由紀夫)
『蘭陵王』（らんりょうおう）は、三島由紀夫の最後の短編小説。三島が1969年（昭和44年）8月20日に陸上自衛隊富士学校で行なった楯の会の戦闘訓練（第4次体験入隊 7月26日 - 8月23日）の際の一挿話を描いた作品で、三島としては珍しい私小説的な心境小説である。演習を終えた夏の夜、簡素な兵舎で1人の学生が奏でる横笛「蘭陵王」に耳を傾ける「私」の感慨が、厳かに詩的に綴られている。都会と文壇の喧操の生活とは裏腹な、中世の遁世者たちのような心静かな、三島の自衛隊営舎での簡素な暮らしぶりがうかがえる作品となっている。

## 発表経過
1969年（昭和44年）、文芸雑誌『群像』11月号に掲載された。原稿末尾には「（昭和四四、八、三〇）」と脱稿日が記入されている。単行本は、三島の死後である翌々年の1971年（昭和46年）3月5日に講談社より自筆原稿完全復元の限定版で刊行され、同年5月6日に刊行の評論集『蘭陵王―三島由紀夫 1967.1 - 1970.11』にも収録された。その後1988年（昭和63年）、雑誌『群像』5月号（創刊500号記念特別号・群像短篇名作選）に再掲載された。文庫版は1980年（昭和55年）2月25日に新潮文庫より刊行の『鍵のかかる部屋』に収録されている。
翻訳版は、中国語（中題：蘭陵王）で行われ、英語（英題：The Dragon Flute）はSam Bett訳により行われている。

## あらすじ
8月20日、真夏の富士の裾野で「楯の会」の新人会員の卒業試験である小隊戦闘訓練が行なわれた。午前中の行軍のとき、林間の小橋の近くの青葉の枝に蛇がいるのを学生の1人が「私」（三島由紀夫）に指して教えた。この行軍と午前中の攻撃の小隊長は、S（関河真克）という京都の或る大学生で、彼は現代の若者には珍しく、横笛を習っていた。
演習後の夕食を美味く、入浴も爽快に終えた「私」は、静かで余計な装飾のない簡素な部屋に落ち着き幸福を感じる。そこへSが横笛を聞かせに「私」の部屋に来た。横笛の聴衆は「私」を含めて5人だった。Sは名曲「蘭陵王」を吹き始めた。これは蘭陵王長恭が、自分の優しい顔を隠すために「怪奇な面」を着けて出陣したという故事に基づいた舞楽の曲だった。
「私」は、蘭陵王が自分の優しい顔を恥じていたのでなく、秘かに誇っていたのではないか、と思った。そして、戦いが蘭陵王に「獰猛な仮面」を着けることを強いたが、彼はそれを悲しむどころか、密かに喜びとしていたかもしれないとも思った。その理由は、「敵の畏怖」は、「仮面と武勇」にあり、蘭陵王の本当の優美な素顔は、傷一つ負わずに永遠に護られたからである。
様々な感慨をもって、「私」は笛の音に聴き入り、笛が終ったときに皆もしばらく黙って深い感銘を受けていた。横笛の音は、篳篥の音のまわりを蛇のようにくねって纏綿するので、「龍笛」と呼ばれるという話に、「私」は今朝見た蛇を思い出す。
また何時間も横笛を吹いて吐く息ばかりになると、その間に幽霊を見る奏者もあり、幽霊を見れば一人前の横笛奏者だとSは話し、自分はまだ見たことがないと言った。そしてしばらくしてSは突然「私」に、「もしあなたの考える敵と自分の考える敵とが違っているとわかったら、そのときは戦わない」と告げた。

## 文壇の反響・同時代評価
『蘭陵王』は発表当時、あまり反響のなかった作品であるが、「生命の極点に姿をあらわす死」という「三島の美学の原型」を指摘する佐伯彰一の評や、作中の〈敵〉という言葉の「なまなましさ」の問題に触れつつ、「小説」と「現実」を反転させて見せる三島の文体について言及している安岡章太郎の評があった。
高橋英夫は三島の死後、安岡の評に対し、〈敵〉という言葉が重要ではなく、最後の一行の中の「拒否」または「否定形」が着目点で、それが「三島由紀夫の演劇性といかなる関係を有するか」、つまり「拒まれてあること」という三島文学特有の位相がポイントだとした。そして高橋は、三島がそこから「自分に対して向けられた拒否を逆に拒否しかえすことによって、それをドラマの中に持ちこむ」ことと、「拒まれてあること」を受け入れてドラマを放棄すること、という2つの道を選んだとし、それがこの作品の方法であって、〈音楽〉もそこに誕生すると考察した。
磯田光一は、作中の〈息もたえだえの瀕死の抒情と、あふれる生命の奔逸する抒情と、相反する二つのものに〉の箇所に着目して、「〈二種の抒情の、絶対的なすがた〉としてあらわれた〈仮面〉」に、三島文学の秘かな主題をも暗示されていると考察した。

## 作品評価・研究
島内景二は、以下の作中の文章を引きながら、三島の自衛隊での暮らしぶりは、「中世の遁世者たちや芭蕉が求めた“草庵”での心静かな生活そのもの」であり、文壇で忙しく活躍する三島にとって「体験入隊」は、一種の「出家」だったとし、体験入隊が終わると、再び都会と文壇の喧操の中へ戻ってくるのを「還俗」に喩えながら、そうした「擬似的な出家と還俗」を繰り返しているうち、三島が少しずつ現実生活を出家生活へ近づけようとし始めたと解説している。
部屋におちつくと、私はここへ来てはじめてきく虫の音が、窓外の闇に起るのを知つた。何一つ装飾のないこの部屋が私の気に入つてゐた。一つの机、一つの鉄のベッド、壁に掛けられてゐるのは、雨衣と、迷彩服と、鉄帽と、水筒と、……余計なものは何一つなかつた。開け放たれた窓のむかうには、営庭の闇の彼方に、富士の裾野がひろがつてゐるのが感じられる。存在は密度を以て、息をひそめて、真黒に、この兵舎の灯を取り囲んでゐる。永年欲してゐた荒々しくて簡素な生活は、今私の物である。私は爪のわきの小さな笹くれに、沃度丁幾を塗つた。ほかに塗るべき傷はなく、痛みもなかつた。肉体は銃器のやうに細心に管理されてゐた。要するに私は幸福だつた。—三島由紀夫「蘭陵王」
そして島内は、「正式な出家をしたわけではないが、仏教に心を深く染めている男」を、「優婆塞」と呼ぶと説明しつつ、三島が自衛隊での「草庵」暮らしに憧れるあまりに、「優婆塞としての生活」を自身に課し、それが楯の会での活動となったとして、「自衛隊にせよ、楯の会にせよ、集団の規律を重んじるだけの団体ではなかった。三島にとっては、“理性の草庵”を求める精神活動の一環だったのである」と論考している。
小田実は、三島がすぐれた文学者で、絢爛たる才能の持ち主であったことを述懐し、「たとえば、自決前年の『蘭陵王』――ああいう作品はなかなか書けるものではない」と述べている。また、「“文”においても、今や“商”あっての“文”。私は三島の“文” “武”に賭けた純情をなつかしく思う」と回顧し、当時思想的敵対関係にありながらも、三島への敬意を示している。
田中美代子は、三島である〈私〉が、仮面をつけた蘭陵王の出陣に〈二種の抒情の、絶対的なすがた〉を見出し、それを〈きりきりと引きしぼられた弓のやうな澄んだ絶対的抒情〉と言う場面に、「絶対の青春の頂点にのぼりつめ、やがてくる死の予感に息をひそめている、充実した生命の一瞬が、ここに凝縮している」と評している。
青海健は、『荒野より』や『独楽』と同じく三島の心情が素直に吐露されている『蘭陵王』に着目し、『荒野より』で〈荒野〉から来た〈あいつ〉の問い、『独楽』の少年の問いである「死の世界へのいざない」が、『蘭陵王』では、言葉ではなく笛の音という「純粋な音楽」として〈私〉に与えられ、「絶対へと肉薄」しようとするとし、青年Sが横笛を習うきっかけとして、能『清経』のような〈最期を遂げたい〉と言ったことは、妻を思う清経に重ねたSの〈女〉（恋人）への「恋慕の情」であり、それは三島の「文学への思い」の暗喩だと考察しつつ、「作者三島由紀夫は、文学という〈女〉に思いを残しつつ、言葉ではない表現（ここでは音楽）つまり“行動”という形を贈与することによって、その〈最期を遂げ〉ようとしている」と論考している。
そして青海は、『蘭陵王』が書かれた時点が、まだ自衛隊治安出動の希望を三島が持っていた1969年（昭和44年）の新宿デモ以前であり、まだ三島事件の自死が定まっていない時期であるものの、作品世界では「無意識的な死への予感」が明瞭に開示され、三島が心境小説として自己を語っているのに成功しているとし、蘭陵王の仮面の下の素面の〈やさしい顔立ち〉の世界は、「恐るべき〈荒野〉（死）」と同じ地点でもあり、同時にそこは「人間存在が回帰していくべき〈やさしい〉故郷」であり、「すべての存在の究極の在る極み、絶対」であると解説しながら、常に二つのもの（二元論的世界観）の分裂につきまとわれていた三島は、それを統合する「絶対」の地点を現出したとしている。
また青海は、ニーチェの『ツァラトゥストラ』に見られるように、〈蛇〉は「永劫回帰」のメタファーであり、〈言葉もなかつた〉ディオニュソスの笛が奏でる〈蘭陵王〉の音楽に、「〈生〉の本質、永遠なる存在の無垢」（生の根源としての存在の故郷、つまり死）が開示され、蘭陵王の〈やさしい顔〉こそがディオニュソスの正体だとして、その「存在の無垢」へ三島が「永劫回帰」を遂げようとしていたこと、「文学の終わり」が『天人五衰』の自意識のイロニーの主題の率直な純化された形で、『蘭陵王』で示されていたことを指摘している。

## おもな刊行本
- 限定版『蘭陵王』（講談社、1971年3月5日） 限定1,500部（記番入） NCID BN05201286
  - 題字：川端康成。布装。夫婦函。段ボール外函。
  - 自筆原稿完全復元。オキナ製B4判400字詰め原稿用紙（台紙貼付）15葉。
  - 復元原稿（15頁）の蘭陵王のほか、冊子（16頁）内に、蘭陵王、「蘭陵王」と「最後の一句」（武田泰淳）。
  - 奥付は夫婦函内側底部にあり。
- 評論集『蘭陵王―三島由紀夫 1967.1 - 1970.11』（新潮社、1971年5月6日） 
  - 装幀：増田幸右。布装。貼函。黄色帯。
  - 蘭陵王のほか、多数の評論文・序文などを収録。
  - 著者の希望により、「蘭陵王」にかぎって旧かな・正字体を用いている。
- 文庫版『鍵のかかる部屋』（新潮文庫、1980年2月25日。改版2003年9月30日）
  - カバー装幀：麻田浩。解説：田中美代子
  - 収録作品：「彩絵硝子」「祈りの日記」「慈善」「訃音」「怪物」「果実」「死の島」「美神」「江口初女覚書」「鍵のかかる部屋」「山の魂」「蘭陵王」
- 英語版『Voices of the Fallen Heroes, and other stories』（Vintage Books、2025年1月）
  - 編者：Stephan Dodd。「蘭陵王」の訳者：Sam Bett
  - Introduction（まえがき）：ジョン・ネイスン
  - 収録作品：苺（Strawberry）、帽子の花（The Flower Hat）、月（Moon）、自動車（Cars）、可哀さうなパパ（Poor Papa）、切符（Tickets）、孔雀（The Peacocks）、朝の純愛（True Love at Dawm）、月澹荘綺譚（The Strange Tale of Shimmering Moon Villa）、荒野より（From the Wilderness）、英霊の聲（Voices of the Fallen Heroes）、仲間（Companions）、時計（Clock）、蘭陵王（The Dragon Flute）

### 全集収録
- 『三島由紀夫全集17巻』〈第8回配本〉（新潮社、1973年12月25日）
  - 背革紙継ぎ装。貼函。帯。四六判。旧字・旧仮名遣い。
  - 装幀：杉山寧。口絵写真1頁1葉（著者肖像）あり。
  - 月報：松本道子「或る日の思い出」。佐伯彰一《評伝・三島由紀夫》8「二つの遺作（その7）」。虫明亜呂無《同時代評から》8「『英霊の声』『絹と明察』などをめぐって」
  - 収録作品：「剣」「絹と明察」「月澹荘綺譚」「三熊野詣」「孔雀」「朝の純愛」「仲間」「英霊の聲」「荒野より」「時計」「蘭陵王」
  - ※ 同一内容で豪華限定版（総革装。天金。緑革貼函。段ボール夫婦外函。A5変型版。本文2色刷）が1,000部あり。装幀：杉山寧
- 『三島由紀夫短篇全集』〈下巻〉（新潮社、1987年11月20日）
  - 布装。セット機械函。四六判。2段組。
  - 収録作品：「家庭裁判」から「蘭陵王」までの73篇。
- 『決定版 三島由紀夫全集20巻・短編6』（新潮社、2002年7月10日）
  - 貼函。布クロス装。丸背。箔押し2色。帯。四六判。旧字・旧仮名遣い。
  - 装幀：新潮社装幀室。装画：柄澤齊。口絵写真1頁1葉（著者肖像）あり
  - 月報：金子國義「優しく澄んだ眼差し」。出久根達郎「商人根性」。田中美代子《小説の創り方》20「精霊の来訪」
  - 収録作品：「憂国」「苺」「帽子の花」「魔法瓶」「月」「葡萄パン」「真珠」「自動車」「可哀さうなパパ」「雨のなかの噴水」「切符」「剣」「月澹荘綺譚」「三熊野詣」「孔雀」「朝の純愛」「仲間」「英霊の声」「荒野より」「時計」「蘭陵王」、参考作品21篇、異稿5篇、創作ノート